# Želva paprsčitá
Želva paprsčitá (Astrochelys radiata) je druh želvy patřící do čeledi testudovití (Testudinidae) a rodu želva (Astrochelys). Popsal ji George Shaw roku 1802.

## Výskyt
Želva paprsčitá žije na ostrově Madagaskar, jedná se o zdejšího endemita. Obývá suché lesy v jižní a jihozápadní části ostrova, nejčastěji v úzkém pásmu 50 až 100 km od pobřeží. Vysazena byla také na ostrov Réunion. Žije v suchých oblastech s nepravidelnými srážkami a porosty xerofytní vegetace, jíž dominují především didiereovité a pryšce.

## Popis
Želva paprsčitá váží okolo 16 kg a její široce klenutý karapax u samic dosahuje velikosti asi 24,2 až 35,6 cm a u samců 28,5 až 39,5 cm. Hlava má oblý tvar, samci vlastní delší ocas než samice a jejich spodní část těla – plastron – je na zadní části těla více vykrojen. Druh je považován za jednu z nejkrásnějších želv, z každé části tmavě zabarveného krunýře vycházejí světlé linky, které vytvářejí tvar hvězdy. Končetiny s hlavou mají pak zbarvení žlutavé, s výjimkou tmavé skvrny na temeni. Záměna může nastat se želvou hvězdnatou (Geochelone elegans), jež je však menší a liší se svým barevným vzorem a stavbou karapaxu.

## Chování
Tento druh je býložravý. Výzkum v Národním parku Tsimanampetsotsa ukázal, že se zde želvy živí širokou škálou rostlinných druhů. Jídelníček zde sestával z listů (91 %), květů (5 %) a plodů (4 %) ze 109 druhů rostlin. V období dešťů pijí želvy vodu zachycenou na kamenech. V období rozmnožování mezi sebou samci želv bojují o právo spářit se se samicí. Po spáření naklade samice do hnízda vykopaného v zemi 3 až 12 vajíček. Vajíčka jsou kladena na konci období dešťů mezi únorem a dubnem, za deset i více měsíců se z nich začnou klubat mláďata. Čerstvě vylíhnutá mláďata měří 32 až 40 mm, mají černé až šedobílé zbarvení, ale rychle získají svou dospělou barvu. Pohlavní dospělosti je dosaženo u samců, jakmile dosáhnou velikosti 30 cm. Druh pak může žít i přes 100 let.

## Ohrožení
Populace želv paprsčitých má klesající tendenci. Hlavními příčinami ohrožení je ztráta přirozeného prostředí (např. pro uvolnění zemědělské půdy) a také lov. Želvy jsou z volné přírody odchytávány pro obchod s domácími zvířaty i pro části jejich orgánů. Za větší hrozbu než mezinárodní obchod je nicméně považován lokální lov ze stran malgašských obyvatel. Podle odhadů z roku 2003 je každý rok ve volné přírodě odchyceno na 45 000 dospělých želv, přičemž čísla od té doby zřejmě vzrostla.
Maso želv je na Madagaskaru tradičně populární zejména o svátcích, jako jsou Vánoce a Velikonoce. Od přelomu 20. a 21. století však želví maso proniklo i do barů, kde se stalo oblíbenou barovou svačinkou majetnější vrstvy obyvatelstva. Pro lidi etnik Antandroy a Mahafaly, kteří původně žijí v areálu výskytu želvy paprsčité, je konzumace želv kulturní tabu, lov tedy probíhá spíše ze stran přistěhovalců nebo návštěvníků oblasti.
Mezinárodní svaz ochrany přírody zařadil želvu paprsčitou mezi kriticky ohrožené druhy, od roku 1975 je zařazena do druhé přílohy Úmluvy o mezinárodním obchodu s ohroženými druhy volně žijících živočichů a rostlin a chráněna je též madagaskarskými zákony. Vyskytuje se v několika chráněných lokalitách.

## Synonyma
- Asterochelys radiata (Shaw, 1802)
- Geochelone radiata (Shaw, 1802)
- Testudo coui Daudin, 1802
- Testudo desertorum Grandidier, 1869
- Testudo hypselonata Bourret, 1941
- Testudo radiata Shaw, 1802

## Chov v zoo
Želva paprsčitá je chována ve čtyřech českých zoo:
- Zoo Brno
- Zoo Dvůr Králové
- Zoo Plzeň
- Zoo Praha – dvě zvířata neexpozičně, jde o původem zabavená mláďata[8]

Na Slovensku pak v Zoo Bojnice.